# Армуду
Армуду (азерб. Armudu) або Азербайджанська склянка для чаю, або Склянки Армуду (азерб. Armudu stəkan), також Богмали (азерб. Boğmalı) — це спеціальні східні ємності для чаю та кави. Виготовляються вони зазвичай зі скла.
Традиційні армуду не мають ручки, подаються з прозорим скляним або, прикрашеним національним орнаментом, блюдцем. Армуду — важливий елемент азербайджанської культури споживання чаю.

## Походження назви
Стародавній посуд знаходили в Ірані та Азербайджані. Назва пов'язана з азербайджанським словом «Armudu», що дослівно перекладається як «груша». Склянка дійсно нагадує своєю формою відомий фрукт.

## Особливості форми
Армуду має форму груші: округлий у денця, до середини звужений, а вгору знову розширюється. За рахунок такої форми склянки, чай залишається гарячим у нижній його частині і добре охолоджується у верхній, що дозволяє, не обпалюючись, насолоджуватися смаком напою.
Армуд має невеликий об'єм, і оскільки чаювання триває довго, випивають по кілька склянок. Специфічним є й те, що склянки до вінця не наповнюються: на 1-2 см зверху залишається місце, яке часто буває виділено обідком. Цю відстань у народі називають «dodaq yeri», що буквально перекладається як місце для губ.

## Види Армуду
Армуду роблять із різних матеріалів. Найпоширенішими є класичні армуди, виготовлені з безбарвного скла. Такі склянки використовують для щоденного чаювання.

Традиційний азербайджанский Армуду

На свята та урочистості прийнято пити чай з армуду, прикрашених різнокольоровими малюнками чи золотими візерунками.
Найдорожчими є армуди з кришталю, срібла та золота. До простого посуду належать скляні, фаянсові та порцелянові склянки. Для прийому гостей використовують набір склянок для чаю, що складаються з кількох пар армуду із блюдцями та підносу. Такі комплекти можуть бути різнокольоровими і в класичному стилі.
Армуду із ручкоюЄвропейським державам здалося незручним використання чашки для чаю без ручки. Це зумовило появу різновиду — армуд з ручкою. Вони мають таку ж форму, виготовляються з такого ж матеріалу, а також можуть мати традиційний розпис. Єдиною відмінністю є наявність ручки, що спрощує використання даного посуду.
Підсклянники для армудуТак як традиційні армуду не мають ручок, тому для зручності їх іноді подають у підсклянниках. Підсклянники часто використовувалися лише для урочистого чаювання, тому зазвичай виконані зі срібла та інших цінних металів, у султанській родині навіть золота.
Блюдце для філіжанок армудуУ Туреччині та інших східних країнах частіше використовують блюдця, ніж підсклянники. Останні зазвичай виконуються з дорогих металів та призначаються для урочистих заходів. У повсякденному житті, а також у перших чайханах використовувалися блюдця. Виготовляються блюдця з того самого матеріалу, що й філіжанки. Зазвичай вони продаються в комплекті набором. Часто такий набір доповнює чайник для заварювання, виконаний у тому ж стилі.

## Традиція чаювання
Склянка, на думку турків та азербайджанців, — найкраща ємність, здатна передати справжній аромат та смак чаю.— 

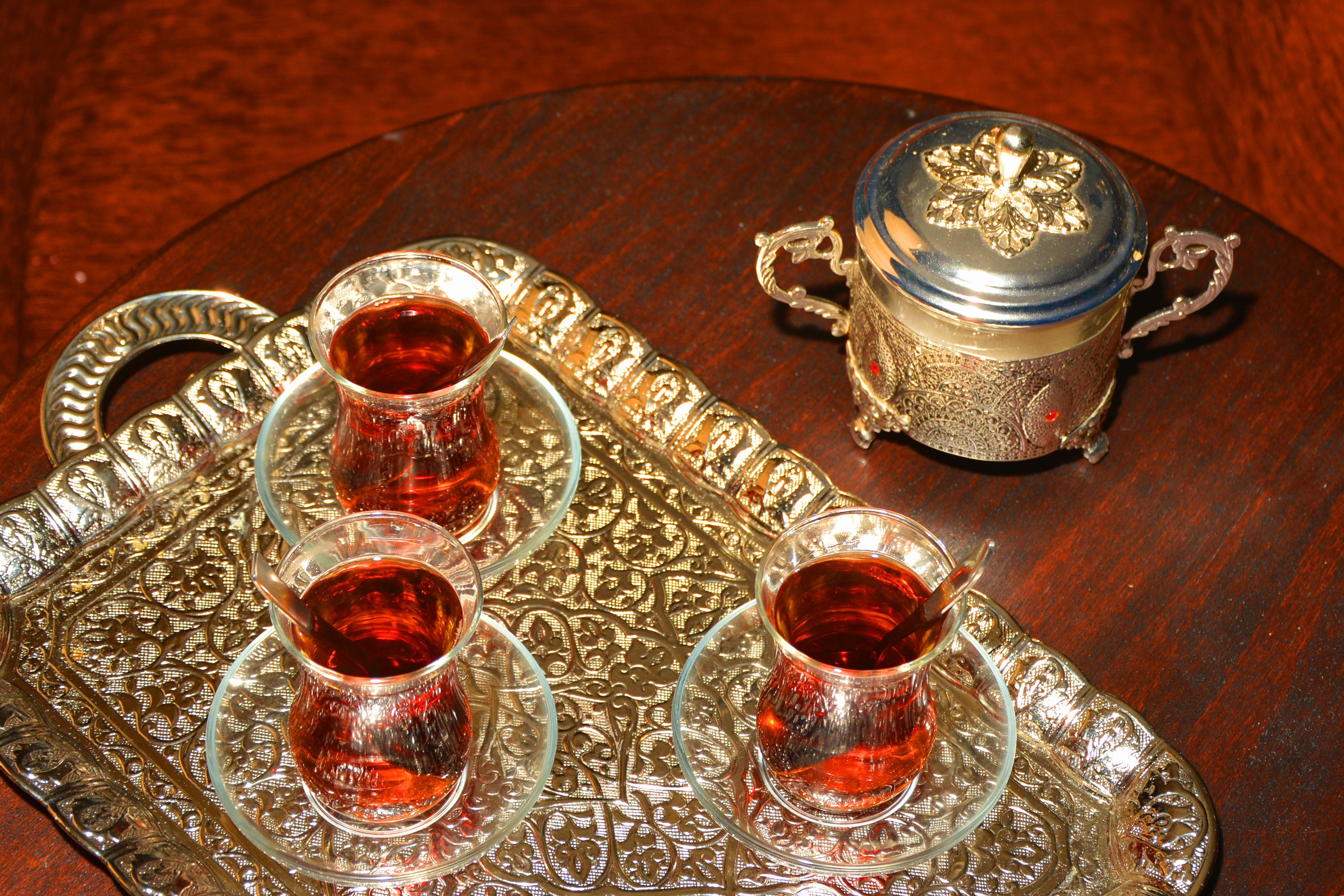
Набір для чаювання

Зазвичай із армуду п'ють чорний байховий чай. Його заварюють у кілька етапів:
1. Заливають до заварника потрібну кількість сухого чаю половиною необхідного об'єму окропу.
2. Накривають ємність кришкою і залишають на 2-3 хвилини.
3. Доливають у заварник другу половину окропу і знову залишають на кілька хвилин.
4. Готовий напій розливають по склянках.

Армуди подають на блюдцях. Цукор, варення та мед подають окремо. Зазвичай цукор злегка вмочують у чаї та пережовують, запиваючи ароматним напоєм. Армуди прийнято брати великим та вказівним пальцями за вузьку частину та підносити до губ, не знімаючи з блюдця. Під час чаювання заварник залишається на столі. Господар пропонує гостям долити чаю. Тривалість такого чаювання необмежена. А керувати процесом має господар будинку чи найстарша людина з компанії.

## Цікаві традиції
Традиція лише злегка змочувати цукор у чаї та з'їдаюти окремо походить зі стародавніх часів, коли існувала велика ймовірність отруєння правителя, а отрута часто додавалась саме на шматочок цукру. В ті часи визначити наявність отрути можна було, зануривши цукор в чай. Якщо рідина змінює колір або консистенцію, починає покриватись бульбашками, значить у цукор додана отрута.

## Галерея

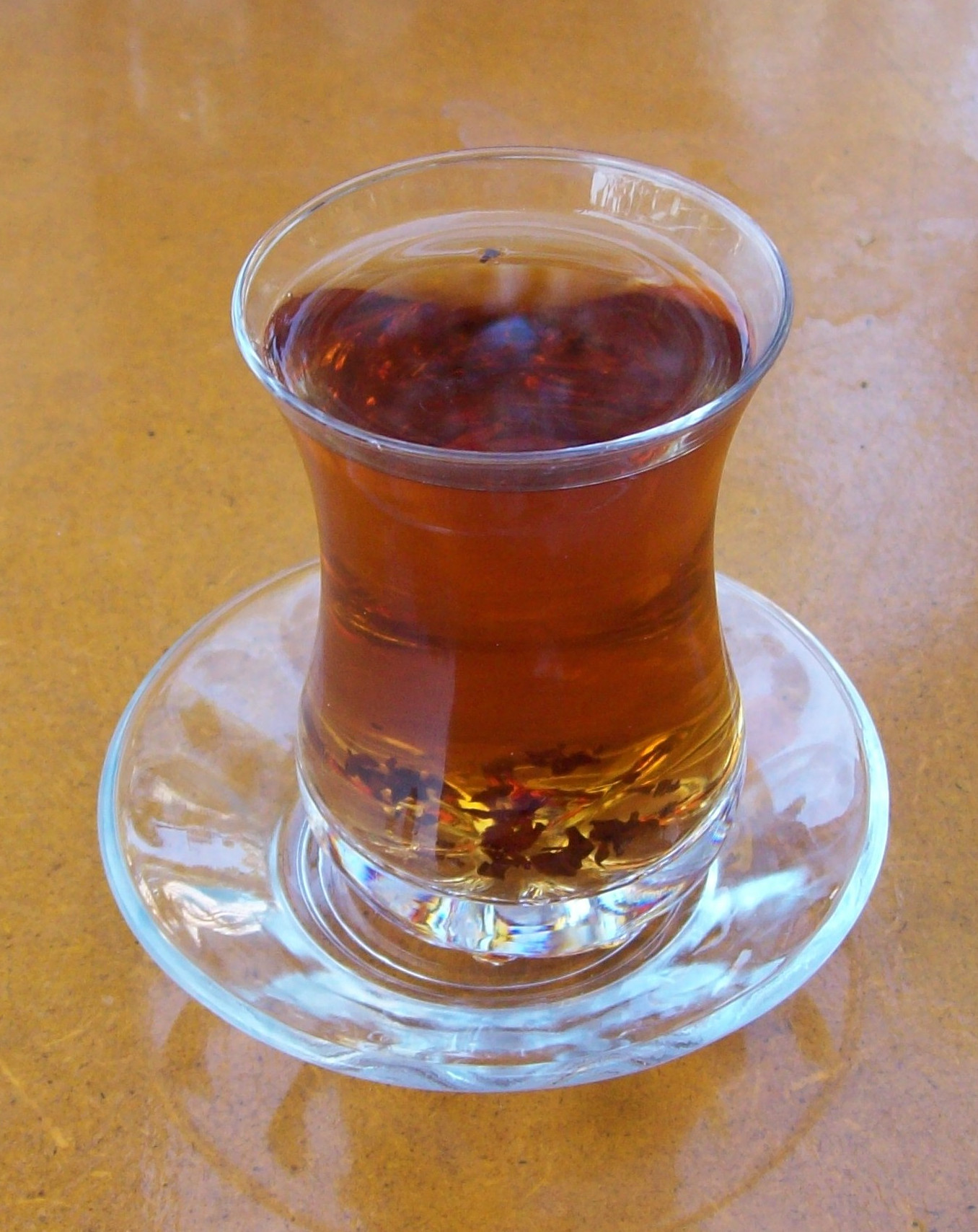
Класична склянка Армуду з блюдцем
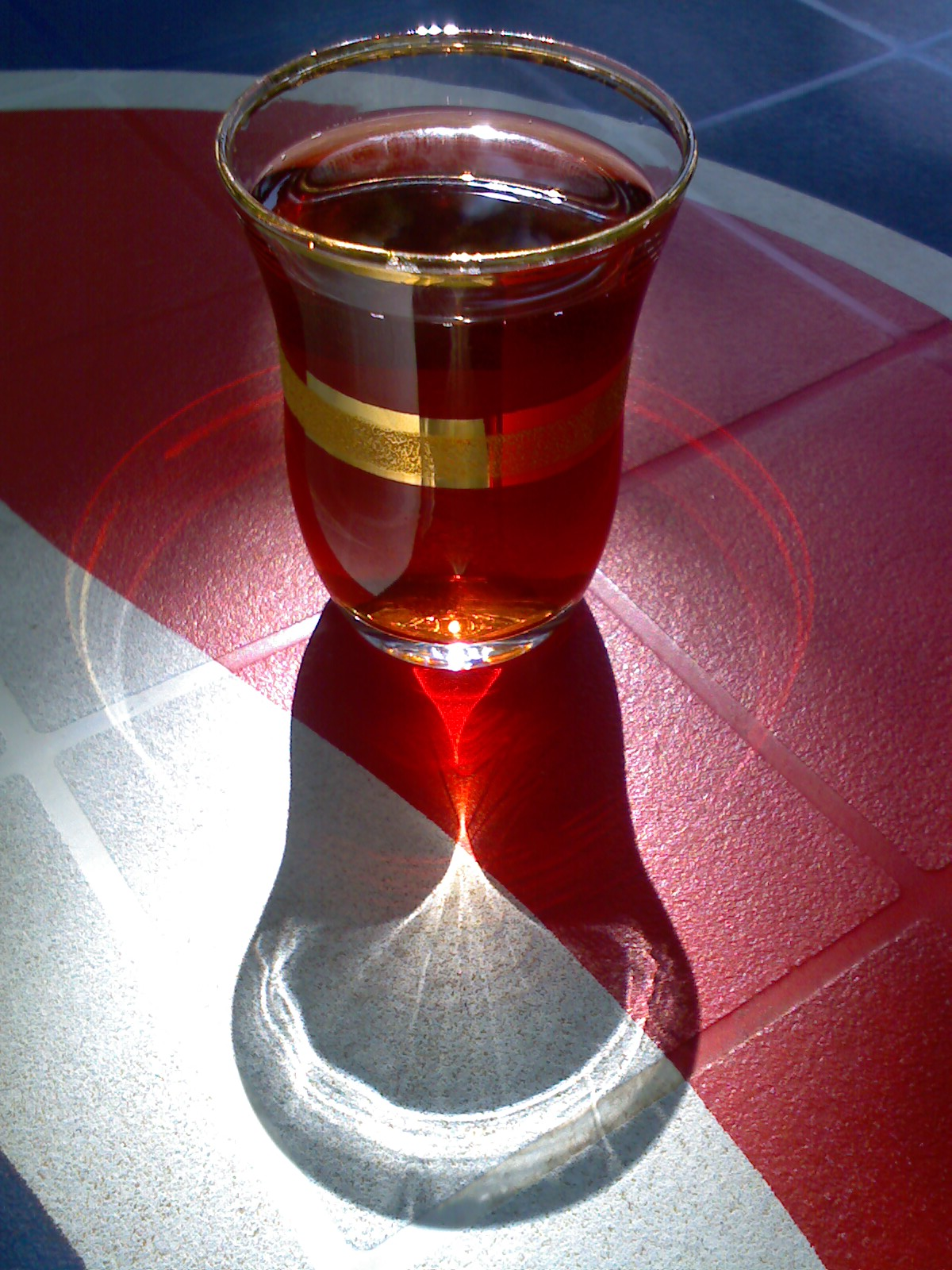
Класична склянка Армуду
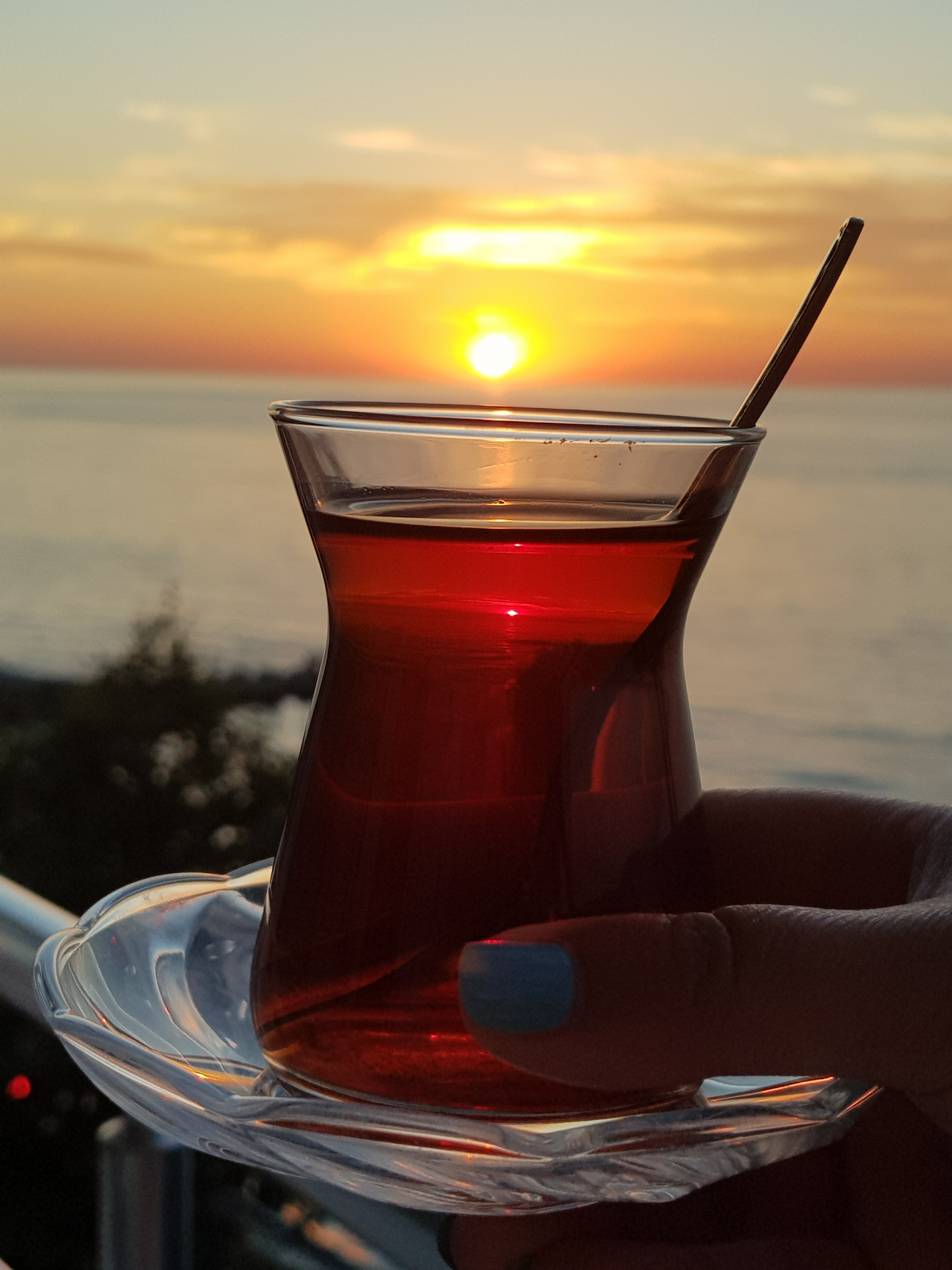
Класична склянка Армуду з блюдцем
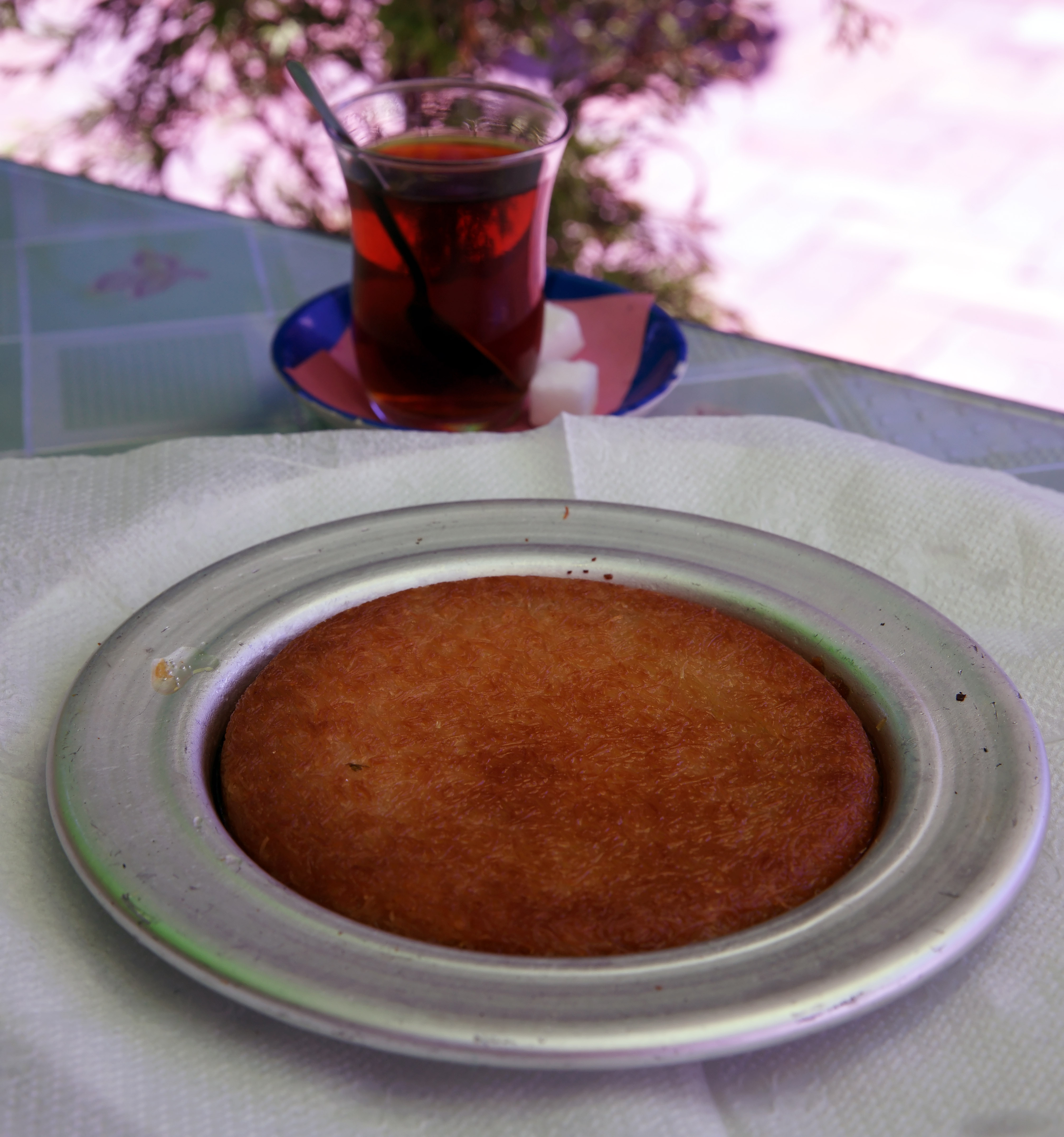
Класична склянка Армуду з блюдцем та турецькою стравою "Кюнефе".
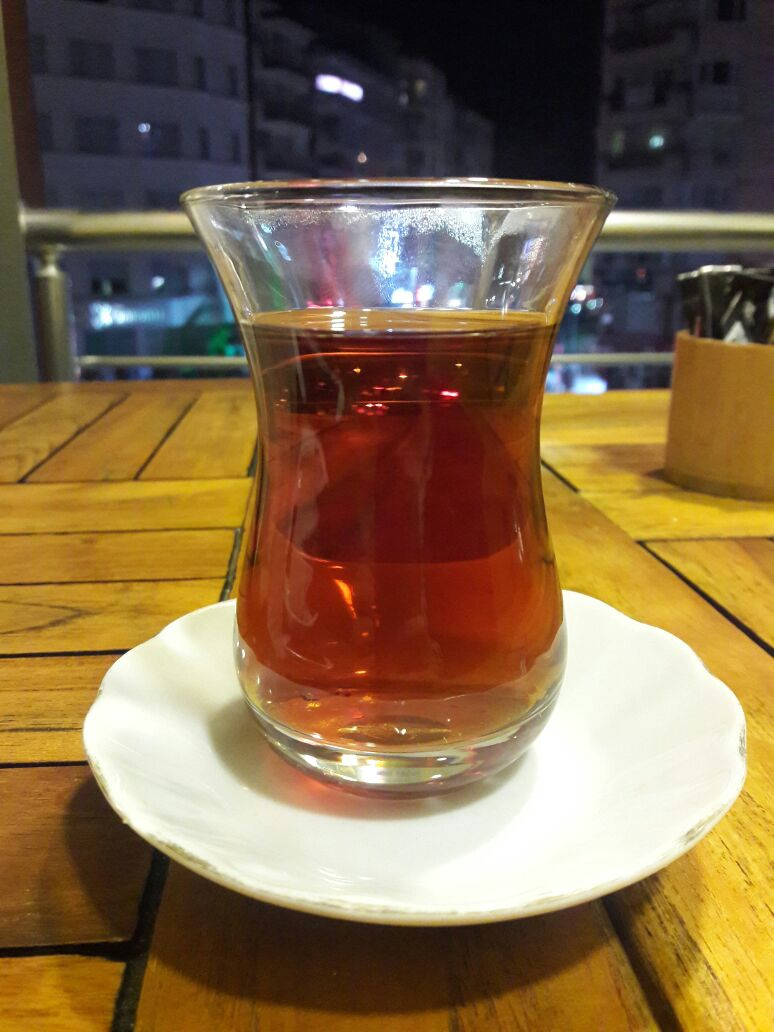
Класична склянка Армуду з блюдцем
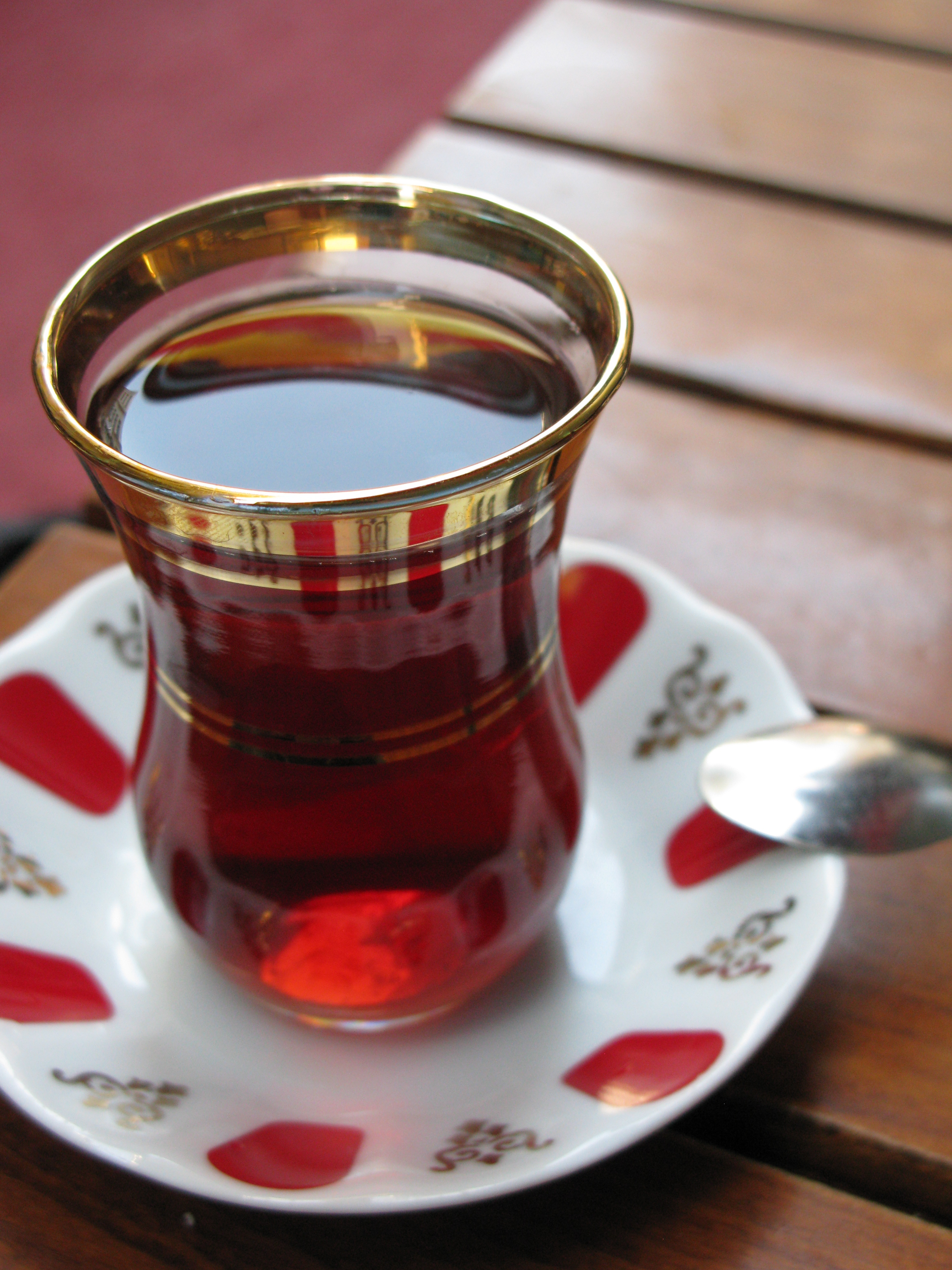
Класична склянка Армуду з блюдцем
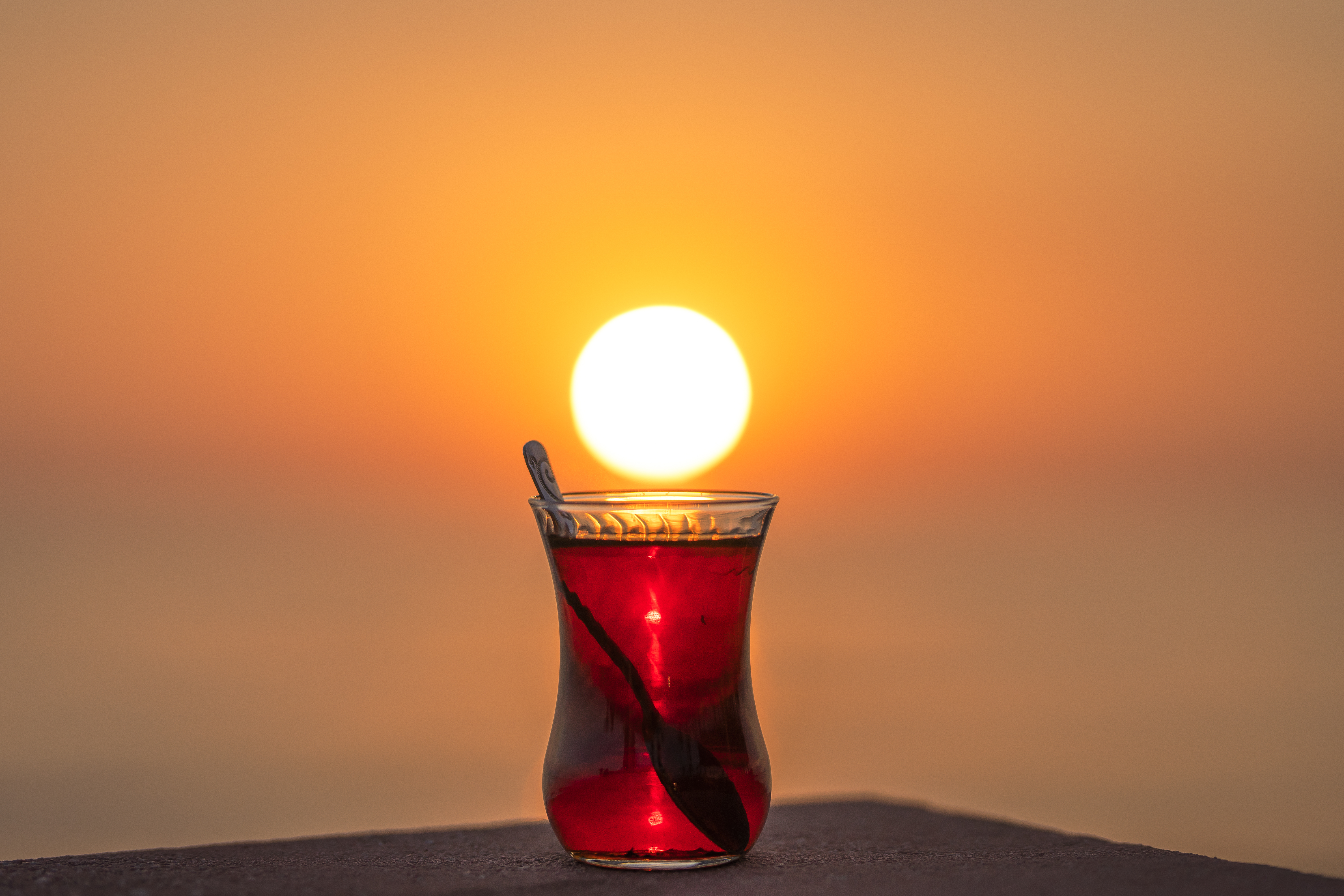
Класична склянка Армуду з блюдцем